# 劳拉·弗利普
劳拉·埃丝特·吉莱纳·弗利普（法語：Laura Esther Ghislaine Flippes，1994年12月13日—），法国女子手球运动员，2017年世界女子手球锦标赛金牌得主、2020年夏季奥林匹克运动会女子金牌得主、2021年世界女子手球锦标赛银牌得主、2023年世界女子手球锦标赛金牌得主、2024年夏季奥林匹克运动会女子银牌得主。